# 生命科学園駅
生命科学園駅（せいめいかがくえんえき）とは中華人民共和国北京市昌平区に位置する北京地下鉄昌平線の駅である。

## 駅構造
島式ホーム1面2線を有する高架駅である。パークアンドライド方式の駐車場がある。

## 駅周辺
- 北京超極合生匯（ホップス・オン・北京、元イオンモール北京国際商城）
- 中関村生命科学園
- 北京農学院
- 華北電力大学

### バス路線

#### 地下鉄生命科学園駅（地铁生命科学园站）
2025年現在、当駅発着/経由の路線バスは以下のとおりである。
- 417系統（生命科学園西駅～英才南三街東口）
- 543系統（地下鉄龍沢駅～環保科技園）
- 560系統（生命科学園西駅～新龍城東駅）
- 608系統（地下鉄生命科学園駅西～中関村一街）
- 617系統（地下鉄生命科学園駅西～来広営北）
- 871系統（生命科学園東駅～曹碾）
- 878系統（生命科学園東駅～定陵）
- 快速直達専線153系統（地下鉄生命科学園駅～環保科技園）
- 快速直達専線202系統（龍錦苑東五区南門～環保科技園）
- 快速直達専線203系統（新幹線家園～環保科技園）
- 専134系統（生命科学園西駅～沙河北大橋）
- 巡遊バス永豊地区1系統-朝方（地下鉄生命科学園駅→豊賢東路）
- 巡遊バス永豊地区1系統-夕方（豊賢東路→地下鉄生命科学園駅）
- 巡遊バス永豊地区2系統-朝方（地下鉄生命科学園駅→環保科技園）
- 巡遊バス永豊地区2系統-夕方（環保科技園→地下鉄生命科学園駅）
- 巡遊バス永豊地区3系統-朝方（青棠湾B区北門→地下鉄生命科学園駅）
- 巡遊バス永豊地区3系統-夕方（地下鉄生命科学園駅→青棠湾B区北門）

#### 地下鉄生命科学園駅西（地铁生命科学园站西）
2025年現在、当駅発着の路線バスは以下のとおりである。
- 417系統（生命科学園西駅～英才南三街東口）
- 543系統（地下鉄龍沢駅～環保科技園）
- 560系統（生命科学園西駅～新龍城東駅）
- 608系統（地下鉄生命科学園駅西～中関村一街）
- 617系統（地下鉄生命科学園駅西～来広営北）
- 871系統（生命科学園東駅～曹碾）
- 878系統（生命科学園東駅～定陵）
- 快速直達専線153系統（地下鉄生命科学園駅～環保科技園）
- 快速直達専線202系統（龍錦苑東五区南門～環保科技園）
- 快速直達専線203系統（新幹線家園～環保科技園）
- 専134系統（生命科学園西駅～沙河北大橋）
- 巡遊バス永豊地区1系統-朝方（地下鉄生命科学園駅→豊賢東路）
- 巡遊バス永豊地区1系統-夕方（豊賢東路→地下鉄生命科学園駅）
- 巡遊バス永豊地区2系統-朝方（地下鉄生命科学園駅→環保科技園）
- 巡遊バス永豊地区2系統-夕方（環保科技園→地下鉄生命科学園駅）

## 歴史
- 2010年12月30日 - 開業。

## 隣の駅
北京地下鉄
■昌平線
西二旗駅 - 生命科学園駅 - 朱辛荘駅